# Hästtjärnen (Sorsele socken, Lappland, 729462-155444)
Hästtjärnen är en sjö i Sorsele kommun i Lappland och ingår i Umeälvens huvudavrinningsområde.